# Caragols de mar
Els caragols (o cargols) de mar són gastròpodes marins de moviments lents i amb closca. Les espècies vivents tenen una mida que va des d'1 mm fins als 91 cm de Syrinx aruanus. La solidesa de la closca fa que siguin un grup ben representat en el registre fòssil. La closca es pot fer servir com a instrument musical. Així mateix, els caragols de mar tenen usos en la gastronomia.